# Sphagesaurus
Sphagesaurus – rodzaj krokodylomorfa z rodziny Sphagesauridae żyjącego w późnej kredzie na obecnych terenach Brazylii. Został opisany w 1950 roku przez Llewellyna Ivora Price'a na podstawie dwóch zębów odnalezionych w osadach Basenu Bauru w południowo-wschodniej Brazylii. Były one na tyle odmienne od zębów innych krokodylomorfów, że w 1968 roku Oskar Kuhn zdecydował się dla tego gatunku nazwać osobną rodzinę – Sphagesauridae. W 1995 roku Alexander Wilhelm Armin Kellner i współpracownicy donieśli o odkryciu fragmentarycznego pyska Sphagesaurus, a w 2003 roku Diego Pol opisał niemal kompletną czaszkę, co umożliwiło dokładniejsze zbadanie morfologii tego krokodylomorfa. Sphagesaurus huenei miał uzębienie heterodontyczne z niewielkimi zębami odpowiadającymi siekaczom w żuchwie oraz dużymi zębami przypominającymi kły w szczęce. Prawdopodobnie mógł poruszać szczękami zarówno do przodu i tyłu, jak i na boki, co w połączeniu z innymi cechami sugeruje, że był wszystkożerny. W 2008 roku opisany został drugi gatunek należący do tego rodzaju, Sphagesaurus montealtensis, którego od S. huenei odróżnia budowa okna przedoczodołowego, przednich zębów żuchwy oraz podniebienia. Po dodatkowym wypreparowaniu holotypu tego gatunku i odkryciu kolejnego okazu Iori i in. (2013) zrewidowali cechy łączące go z S. huenei i stwierdzili, że więcej potencjalnych synapomorfii łączy go z Caipirasuchus paulistanus, co wsparła przeprowadzona przez nich analiza filogenetyczna. W związku z tym autorzy przenieśli S. montealtensis z rodzaju Sphagesaurus do Caipirasuchus, z czym zgodzili się również późniejsi autorzy.
Niektóre analizy filogenetyczne wskazywały, że Sphagesaurus jest blisko spokrewniony z Chimaerasuchus – wczesnokredowym roślinożernym krokodylomorfem z obecnych terenów Azji – jednak inne badania sugerują, iż jego bliższymi krewnymi są Adamantinasuchus, Armadillosuchus, Caryonosuchus, Caipirasuchus czy Yacarerani – współczesne mu krokodylomorfy również występujące na terenie Basenu Bauru.